# Patagorhacos terrificus
Patagorhacos terrificus — вид великих м'ясоїдних наземних викопних птахів родини фороракосових (Phorusrhacidae), що існував у ранньому міоцені, 21-17,5 млн років тому, в Південній Америці.

## Скам'янілості
Викопні рештки птаха знайдено у відкладеннях формації Чічіналес у провінції Ріо-Негро на півдні Аргентини. Разом з його рештками знайдено кістки нандуподібного птаха Opisthodactylus horacioperezi.